# 平井伸和
平井 伸和（ひらい のぶかず、1969年12月30日 - ）は、日本の男性プロレスラー。東京都目黒区出身、血液型はA型、リングネームはスーパー・ヘイト、平井 伸和など。往年のプロレスラーであるミツ・ヒライの長男。1991年4月25日にSWS所属としてデビュー、SWS崩壊後はWAR等で活躍、事故発生までは全日本プロレスに所属していた。

## 来歴
1990年7月、SWSの入門テストに合格し第一期の練習生となった。
1991年4月25日、畠中浩戦でデビュー。天龍源一郎率いるレボリューションで活動する。
1992年、SWSの崩壊後、WARに参加。
1994年、WAR代表として新日本プロレスのヤングライオン杯に出場し、徐々に頭角を現す。WWF（現：WWE）のマニアツアーにも参戦した。
1997年10月、WAR世界6人タッグを獲得。
1998年、WARが所属選手を解雇、フリーとなりIWA・JAPANに参戦。
1999年5月、三沢光晴体制となった全日本プロレスに新弟子扱いとして入団し、平井も試合をする事のないまま退団するもフリー活動を続け、三沢離脱後の全日本に再入団する。
2004年末、荒谷望誉と世界最強タッグ決定リーグ戦に出場するも、リーグ戦全敗で終わる。
2005年1月3日、渕正信の提案により、同じくリーグ戦全敗の本間朋晃&諏訪間幸平（現諏訪魔）と対戦したが敗北。平井は渕から「圏外タッグ」の称号を与えられる。
2007年、NOSAWA論外興行でクラッシャー・バンバン・ヒライを復活させ、その後も限定的に使用する。VOODOO-MURDERSから因縁を付けられることが多くなり、7月のシリーズで近藤修司と抗争。10月18日の代々木体育館大会ではTARU&近藤組と対戦する。

### ヒールターン
全日本プロレスでは第一試合での暖め役となっていたが、2008年10月11日後楽園ホール大会、第四試合にブードゥーマスクとして乱入。まさかのVOODOO-MURDERS入りとなり、ヒールターンとなる。
2008年11月3日、リングネームをヘイトに変えた。黒いフェイスペイントに専用の椅子がトレードマークとなり、TARUからは「北尾光司以上のナチュラルヒール」と評された。
2009年10月25日、85kgまで減量しカズ・ハヤシの持つ世界ジュニアヘビー級王座へ挑戦したが、敗れる。以降は体重を戻さず、ジュニアヘビー級の選手として活動する。
2010年10月10日、近藤、大和ヒロシとの抗争の最中に一方的に引退をかけられた試合を組まれることになった。ヘイト、近藤両者リングアウトに終わるが、直後に和田京平レフェリーが駆けつけ再試合となり、近藤のキングコングラリアットに敗れた。これにより引退となるはずであったが、10月のシリーズには出場し続けた。

### スーパー・ヘイト
2011年1月2日、VOODOOの総帥であるTARUが『近藤にゆかりある元W○○の選手を新メンバーにする』と言い放ち選手名はXと表記されていたが、結果はバージョンアップが完了したというスーパー・ヘイトであった。コスチュームは金色のロングタイツ、金髪、黒いフェイスペイントに黄金の消火器である。
ところが、同年5月29日の全日本プロレス・神戸大会に出場し、試合後のインタビュー中に嘔吐し吐血が強く疑われ、直ちに救急車で病院へ搬送された。ヘイトは受診により脳卒中と診断され（後に急性硬膜下血腫と改められる）、同日中に緊急手術を受けた。手術は成功し、5月31日の時点でヘイトは自発呼吸や親族の問いかけに対する反応はあるものの、意識は回復していなかった。同年8月7日の『日刊サイゾー』の報道では関係者が「意識は回復しましたが、記憶が戻っていない」と話している様子が伝えられ、同じく関係者曰く「症状の程度は聞いていませんが事件当時のことをほとんど覚えておらず、そういった以上現役復帰はかなり難しいでしょう」と再起不能が濃厚であるとする説が確認された。
ヘイトは試合中に頭部を打撲する場面がなかったにもかかわらず、脳に損傷を受けたことが当初より疑問視されていたが、後に同日の試合前に控室でTARUより暴行を受けていたことが明らかになり、11月にTARUとMAZADAが暴行の疑いで兵庫県警に逮捕された。全日本に参戦したことのある他団体のレスラーによれば、ヘイトは「キャリアでは平井の方が上なんだけど、地方興行でチケットをかなり売ることでTARUが幅を利かせていた。前に平井がリストラ寸前だったところをTARUが救ってやったこともあって、上下関係が逆転していた感じだった」という。
これ以降、ヘイトは公の場に姿を現していないが2013年現在、リハビリ中と伝えられる。自ら歩行をしたり食事も普通に取ることが出来ており、記憶もあり思いのほかピンピンしているという。またプロレス界復帰の意思も見せているとのことである。

## 得意技
ヒライ・エンド
下記ヒライ・ボトムの後相手の上体を起こし、横十字固めに移行する。平井のテクニックがうかがえる丸め込み技。間違われやすいが、ロック・ボトムからの一連の流れをヒライ・エンドという。
ヒライ・ボトム
ザ・ロックのロック・ボトムと同じ。
WARスペシャル
師匠であった天龍の技。自ら開発した裏WARスペシャル（変形羽折り固め）も好んで使用する。
横入り式エビ固め
立っている相手の後方で自ら倒れ込むと同時に、相手の股下に後ろから手を入れて、相手を後方に倒してそのままエビ固めで押さえ込む技。
エクスプロイダー
投げ技の一種。
これでも食らえっ!
見得を切ってからのランニング・ニーバット。ヒールターン前はお客さんと「これでも食らえっ!」と大合唱してから行う技だった。この掛け声がそのまま技名称として呼ばれるようになった。
セクシームーンサルト
大一番用の大技。コンディションが良いときにたまに使うことがある。
ダイビング・エルボー・ドロップ
元来、頻発していた技だが、ヒールターン後から「特製サポーター」を当てての攻撃となった。荒谷に食らわせたのが初披露である。
凶器攻撃
- イス攻撃

入場時に「平井」と書かれた赤と黒のカラーのイスを持って入場してくる。そのイスによって相手を攻撃する。
- 消火器攻撃

試合中、どこから出したか判らない消火器によって攻撃する。カズ・ハヤシや鈴木みのるなどが主な犠牲者。中身は猛毒が入っているという設定。噴霧後は鈍器として使用する。
- 黄金の消火器攻撃

スーパー・ヘイトとなってから使用。使用法は上記と同様。

## タイトル歴
- WAR世界6人タッグ王座

第15代…パートナーは北尾光司、望月成晃。

## 入場テーマ曲
- 「Revolution」 - 初代
- 「スピード」 - 2代目
- 「ファッキンガム宮殿」 - 3代目

## エピソード
- 中日ドラゴンズのファンである。